# Siewnica
Siewnica (Pluvialis squatarola) – gatunek średniej wielkości ptaka wędrownego z rodziny sieweczkowatych (Charadriidae), zamieszkujący tundrę Eurazji, Ameryki Północnej od Półwyspu Melville’a do Ziemi Baffina. Zimuje na wybrzeżach obu Ameryk, zachodniej i południowej Europy, Afryki, południowej części Azji oraz Indonezji i Australii. W Polsce licznie spotykana na wybrzeżu podczas przelotów. W głębi kraju rzadsza, lecz również pojawia się regularnie.

## Podgatunki i zasięg występowania
Część autorów wyróżnia trzy podgatunki P. squatarola:
- P. s. squatarola – od północno-wschodniego krańca Europy na wschód przez północną Azję (bez Wyspy Wrangla) do wybrzeży Półwyspu Czukockiego i Niziny Anadyrskiej, zachodnia i północna Alaska. Zimuje na wybrzeżach zachodniej i południowej Europy, południowej Afryki, południowej Azji, Indonezji i Australii, rzadko Nowej Zelandii.
- P. s. tomkovichi – Wyspa Wrangla. Zimuje prawdopodobnie na wybrzeżach wschodniej Azji i dalej na południe.
- P. s. cynosurae – północne wybrzeża Kanady i Archipelag Arktyczny. Zimuje wzdłuż wybrzeży Ameryki Północnej i Południowej.

Niektórzy autorzy uznają ten gatunek za monotypowy.

## Morfologia
WyglądW szacie godowej samiec ma wierzch ciała pokryty czarno-białym deseniem. Boki głowy, przód szyi, pierś i spód czarny. Pokrywy podogonowe, boki szyi i okolice pokryw usznych białe. Dziób i nogi czarne. Samica w szacie godowej bardzo podobna do samca, lecz na spodzie ciała kolor czarny pokryty jest białymi plamkami. W szacie spoczynkowej obie płci oraz osobniki młodociane są brudnobiałe z ciemnymi plamkami, większymi i gęstszymi na wierzchu ciała. W locie widoczne czarne podbarkówki.
Wymiary średniedługość ciała 27–31 cm
rozpiętość skrzydeł 71–83 cm
masa ciała 160–395 g

## Ekologia i zachowanie

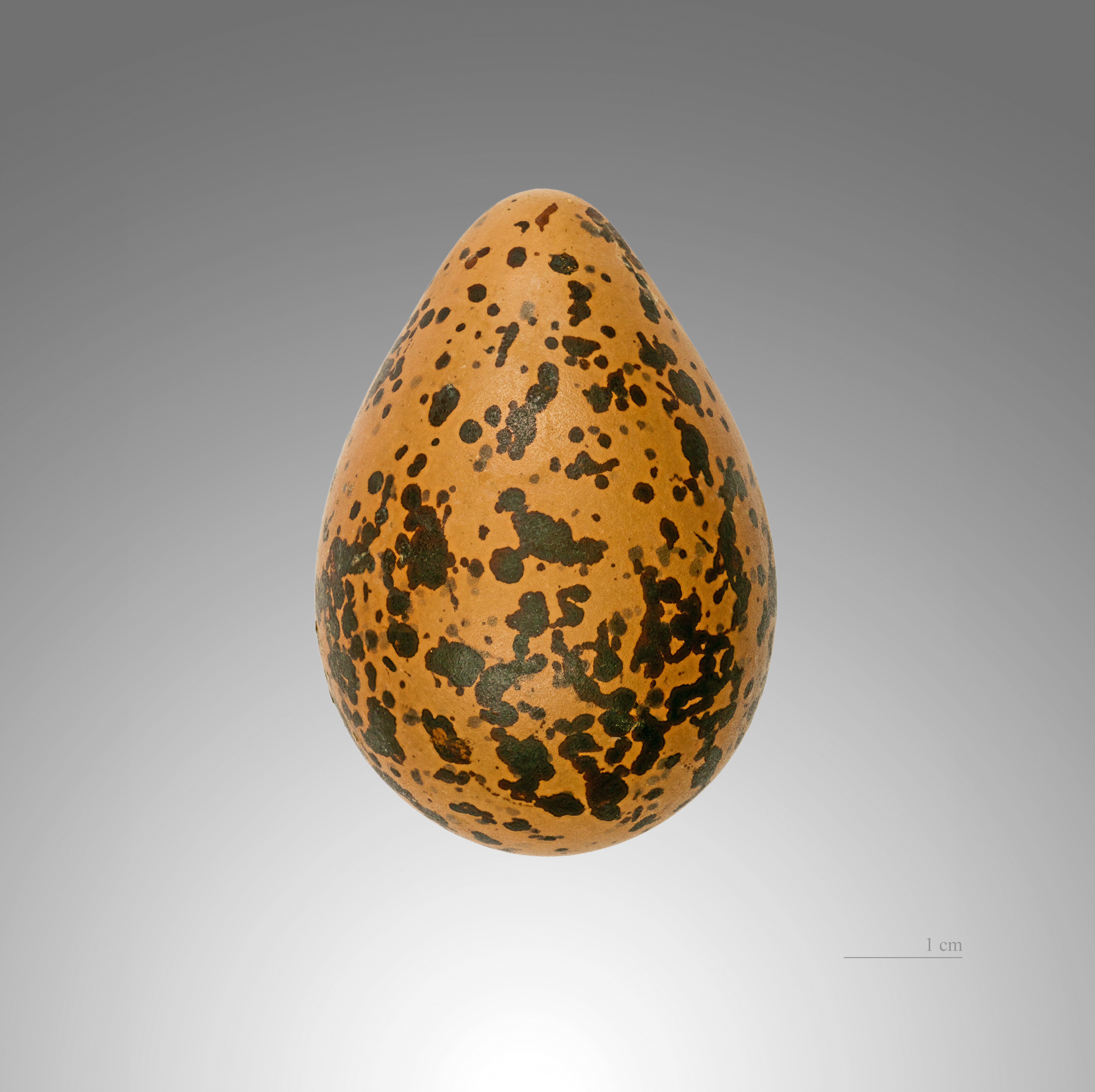
Jajo z kolekcji muzealnej

BiotopW okresie lęgowym tundra, poza nim brzegi wód, zazwyczaj słonych.
GniazdoPłytkie zagłębienie w ziemi.
JajaW ciągu roku wyprowadza jeden lęg, składając w maju–czerwcu 4 jaja.
WysiadywanieJaja wysiadywane są od zniesienia pierwszego jaja przez okres 26–27 dni przez obydwoje rodziców.
PożywienieBezkręgowce, głównie owady, sporadycznie uzupełniane przez nasiona traw i jagody.

## Status i ochrona
Międzynarodowa Unia Ochrony Przyrody (IUCN) od 2024 roku uznaje siewnicę za gatunek narażony (VU – Vulnerable); wcześniej klasyfikowano ją jako gatunek najmniejszej troski (LC, Least Concern). W 2024 roku szacowano liczebność światowej populacji na 1,0–2,5 miliona dorosłych osobników. Globalny trend liczebności populacji uznawany jest za spadkowy.
W Polsce podlega ścisłej ochronie gatunkowej.